# كنيسة القديسة مريم مسرة
كنيسة القديسة مريم القبطية الأرثوذكسية مسرة هي كنيسة تابعة للكنيسة القبطية الأرثوذكسية الواقعة في حي شبرا في القاهرة، مصر. تم بناء الكنيسة في عهد البابا كيرلس الخامس وتم تكريسها عام 1925.

## تاريخ
كنيسة القديسة مريم هي أقدم كنيسة في شبرا، وكان لها دور بارز في المنطقة منذ تأسيسها. 
في 31 مارس 1922، شكلت مجموعة من المسيحيين جمعية لبناء أول كنيسة في شبرا.  بعد بحث مطول، تم اختيار قطعة أرض في شارع المسرة تعود ملكيتها لسعادة كناري باشا. تم توقيع عقد الشراء في 3 أبريل 1923. وقد وقع فؤاد الأول ملك مصر على المرسوم الملكي رقم 56 بالترخيص ببناء الكنيسة بتاريخ 11 يوليو 1923. 
سرعان ما تم بناء قاعة خشبية مؤقتة، بجهود البابا كيرلس الخامس يوم الثلاثاء 6 نوفمبر 1923؛ أعلنت جمعية البناء أن الكنيسة الجديدة ستكون بمثابة تذكير باليوبيل الذهبي له على كرسي القديس مرقس في عام 1924. استمرت الخدمات هناك حتى تم الانتهاء من الرسومات والتصاميم المعمارية. تم وضع حجر الأساس في 7 نوفمبر 1924 من قبل المطران أبرام اسقف البلينا. تم تكريس الكنيسة في 8 أبريل 1925، وصلى رئيس الأساقفة سيداروس غالي أول قداس هناك يوم أحد السعف، 12 أبريل 1925، بينما كان البناء لا يزال جارياً. 
تم توسيع الكنيسة عدة مرات منذ ذلك الحين، بما في ذلك إضافة كنائس صغيرة بالإضافة إلى قبة جديدة. كما تم أيضًا بناء مرافق إضافية ومباني خارجية لخدمة الانشطة المختلفة للكنيسة، بما في ذلك
- مبني الخدمات
- قاعة سانت ماري
- نادي سان جورج
- مكتبات
- مركز سانت ماري للكمبيوتر
- مسرح مارسيلينو للدمى

## أيقونات
الكنيسة بها مجموعة من الأيقونات الموجودة في كل ركن من أركان الكنيسة تمثل بعض الأحداث التي حدثت في حياة مريم العذراء، وكذلك بعض أيقونات يسوع المسيح وتلاميذه .

## خدمات
تقام القداسات يومي الأحد والجمعة. تهتم الكنيسة بتعليم أبناء الكنيسة التعاليم الدينية، بما في ذلك دراسة الكتاب المقدس ومدارس الأحد .